# قاطانقر (بهي فيض الله بيغي)
قاطانقر (بالفارسية: قاطانقر) هي قرية تقع في إيران في أذربيجان الغربية. يقدر عدد سكانها بـ 147 نسمة من ثلاثين عائلة.[بحاجة لمصدر]